# Thomas Branigan Memorial Library
La Thomas Branigan Memorial Library est une bibliothèque publique américaine à Las Cruces, dans le comté de Doña Ana, au Nouveau-Mexique. Elle était autrefois située dans le bâtiment qui accueille aujourd'hui le Branigan Cultural Center, lequel a été construit en 1935 dans le style Pueblo Revival. Elle se trouve désormais à environ 500 mètres au nord-nord-ouest de ce musée qui le 15 septembre 2004 a été inscrit au Registre national des lieux historiques sous son nom.